# Nick Khan
Nicholas "Nick" Khan é um executivo americano e ex -agente de talentos. Ele atua como presidente da WWE e faz parte do conselho de administração da TKO.